# 片山秀太郎

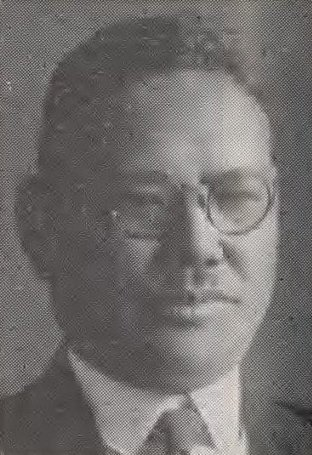
片山秀太郎

片山 秀太郎（かたやま ひでたろう、1881年（明治14年）1月21日 – 1959年（昭和34年）12月9日）は、明治末から昭和前期の台湾総督府官僚、弁護士、政治家。衆議院議員（立憲政友会）。

## 経歴
福岡県企救郡曽根村（現：北九州市小倉南区）で片山勝太郎の長男として生まれた。1899年（明治32年）豊津中学校（現：福岡県立育徳館中学校・高等学校）を首席で卒業。1905年（明治38年）、京都帝国大学法科大学独法科を卒業。文官高等試験に合格し、台湾総督府税務官、専売局事務官、参事官、総督官房調査課長、内務局学務課長、台湾総督府高等商業学校長を歴任した。その後、弁護士を開業した。
1936年（昭和11年）2月、第19回衆議院議員総選挙（福岡県第4区、立憲政友会公認）に出馬し、当選を果たした。
その他、日露協会学校長、専修大学教授を務めた。

## 栄典
- 1924年（大正13年）1月12日 - 従四位[8]